# Søllerød Gold Diggers
Søllerød Gold Diggers er en amerikansk fodbold-, flag football- og cheerleadingklub i Danmark, stiftet d. 13. januar 2003. Søllerød Gold Diggers er medlem af DAFF under DIF, træner og spiller på Rundforbi Stadion i Nærum, lidt nord for København.
Klubbens formand er Niels Neipper, der tiltrådte i efteråret 2019. 
Den daglige ledelse anføres af sportsdirektør Casper Reinhardt, med sportslig projektleder/cheftræner Troels Vestergaard, samt cheerleading sportschef Camilla Spinoza under sig.

## Resultater
- National Liga guld: 2009 & 2010
- National Liga sølv: 2008, 2011, 2012, 2015 & 2017
- Europa League guld: 2012
- U19 guld: 2011, 2016, 2018 & 2019
- U19 sølv: 2010
- U16 guld: 2014 & 2015
- U16 sølv: 2006 & 2013